# منحوتات شيلا ناغيغ

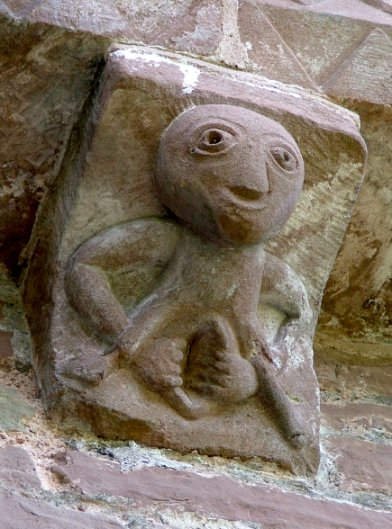
منحوتة شيلا ناغيغ تعود للقرن الثاني عشر في مقاطعة هيرفوردشير بإنجلترا

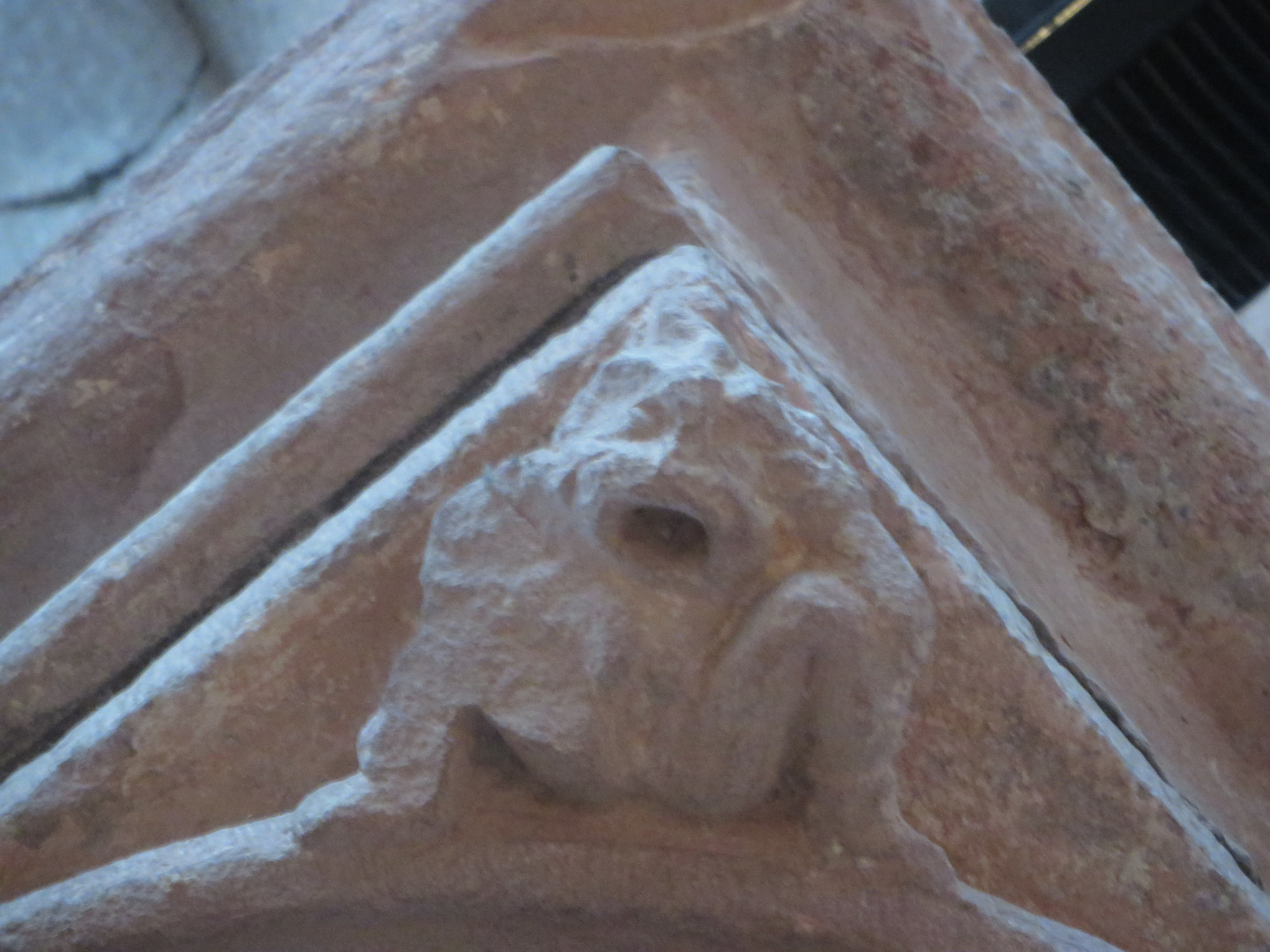
منحوتة شيلا ناغيغ تعود لفترة حوالي القرن الثاني عشر أو الثالث عشر في كيركوول بجزر أوركني

منحوتات شيلا ناغيغ (Sheela na gig) هي منحوتات تصويرية تجسد نساء عاريات مع فروج بارزة وكبيرة الحجم، تتواجد هذه التحف المعمارية في جميع أنحاء أوروبا، ولا سيما في الكنائس والقلاع والمباني الأثرية الأخرى. يوجد أكبر عدد من هذه المنحوتات في أيرلندا وبريطانيا وفرنسا وإسبانيا، وأغلب المنحوتات الباقية اليوم تتواجد في أيرلندا، إذ ذكر المؤرخان جوان مكماهون وجاك روبرتس العثور على 101 منحوتة في إيرلندا و45 في بريطانيا، وعثر على أفضل المنحوتات الكاملة في راتو في أيرلندا وفي هيرفورد في إنكلترا.
يعتقد أن هذه التماثيل كانت تستخدم لدرء الموت والشر والشياطين، مثل الكثير من التماثيل والصور والمنحوتات الأخرى التي كانت تزخرف بها الكنائس في جميع أنحاء أوروبا في العصور الوسطى. كانت هذه التماثيل توضع غالباً فوق الأبواب والنوافذ لحماية هذه الفتحات وطرد الأرواح الشريرة، وفي حين أن الغالبية العظمى من هذه المنحوتات هي لنساء عاريات ولكن القليل منها يجسد صوراً لرجال عراة.

## الأصل
اختلف العلماء والمؤرخون حول أصل منحوتات شيلا ناغيغ. يعتقد جيمس جيرمان وأنتوني وير أن هذه التماثيل نحتت لأول مرة في فرنسا وإسبانيا في القرن الحادي عشر، ووصلت الفكرة في النهاية إلى بريطانيا ثم أيرلندا في القرن الثاني عشر. كانت آراء جيرمان ووير استمراراً للأبحاث التي بدأها يورغن أندرسن في كتابه السحرة على الجدار (1977)، وهو أول كتاب يتحدث بشكلٍ فعلي عن منحوتات شيلا ناغيغ. يدعم عالم الآثار إيمون كيلي بدوره نظرية وير وجيرمان، من خلال تسليطه الضوء على توزيع منحوتات شيلا ناغيغ في أيرلندا، إذ تتواجد جميعها تقريباً في مناطق الفتح الإنجليزي النورماندي لأيرلندا الذي حدث في القرن الثاني عشر، أما المناطق التي احتفظت بطابعها الأيرلندي فلا تتواجد فيها إلا قلة من هذه المنحوتات. يعتقد وير وجيرمان أيضاً أن مكان هذه المنحوتات في الكنائس وأشكالها الغريبة بالنسبة للعصور الوسطى قد تشير إلى تجريم شهوة الإناث وفظاعتها والشرور الناتجة عنها.
تبنى مؤرخون آخرون مثل جوان مكماهون وجاك روبرتس نظرية أخرى، إذ اعتقدوا أن هذه المنحوتات هي إشارة لفكرة الخصوبة والآلهة المرتبطة بها والتي كانت منتشرة بكثرة في فترة ما قبل المسيحية. تستند هذه الاستنتاجات إلى دراسة شكل المنحوتات ومقارنتها بالتماثيل الوثنية التي كانت منتشرة في روما والشرق الأوسط في عصور ما قبل المسيحية.

## التسمية
استخدم الاسم لأول مرة في منشورات الأكاديمية الملكية الأيرلندية (1840 – 1844) لوصف المنحوتة التي كانت موجودة على حائط كنيسة روتشستاون في مقاطعة تيبيراري في أيرلندا، واستُخدم الاسم أيضاً في عام 1840 من قبل جون أودونوفان في إشارة إلى منحوتة في قلعة كيلتينان في مقاطعة تيبيراري. اختلف العلماء حول أصل ومعنى اسم شيلا ناغيغ في أيرلندا، فرغم أنَّ المصطلح غير قابل للترجمة إلى اللغة الأيرلندية ولا يوجد له مرادف فيها، لكن قاموس أوكسفورد الإنجليزي يوضح أنه مشتق من اللغة الأيرلندية ويشير إلى الثديين. أما يورغن أندرسن فاقترح أنَّ الاسم عبارة أيرلندية قديمة تشير لتصوير الثدي، ويعرِّف دينين مصطلح شيلا ناغيغ قائلاً: إنه عبارة عن تمثال حجري يمثل امرأة، ومن المفترض أنه يشير للخصوبة، وأنَّ أصوله تعود للفتح النورماندي لأيرلندا. على كل حال فقد شكك باحثون آخرون في هذه التفسيرات، لأنَّ عدداً قليلاً من منحوتات شيلا ناغيغ تظهر الثديين، كما أن فكرة الأصول النورماندية للمصطلح غير مؤكدة وتفتقر للأدلة القاطعة.
تخصص باربرا فريتاج فصلاً كاملاً في كتابها «شيلا ناغيغ: كشف اللغز» لدراسة تفسير المصطلح وأصله، إذ قامت بتوثيق عدد من الأدلة في وقت مبكر من عام 1840، منها سفينة تابعة للبحرية الملكية تحتوي على منحوتة شيلا ناغيغ، ورقصة أيرلندية من القرن الثامن عشر تسمى شيلا ناغيغ، وقد تكون هذه أقدم المراجع الموثقة التي عُثر فيها على هذا الاسم، مع أنها لا تطابق المنحوتات المعمارية بشكلٍ تام، كما اكتشفت باربرا أن كلمة «غيغ» كانت كلمة عامية تستخدم في اللغة الإنجليزية الشمالية للإشارة لأعضاء المرأة التناسلية، ولكنَّ كلمة مماثلة توجد في اللغة العامية الأيرلندية الحديثة، وهو الأمر الذي يخلق إرباكاً إضافياً حول الأصل الحقيقي للمصطلح.
يؤكد المؤرخ أندرسن من جهته على أنه لا يوجد دليل واضح على أن مصطلح شيلا ناغيغ كان شائع الاستخدام في اللهجات الأيرلندية أو الإنجليزية القديمة، ويعتقد أنَّ هذا المصطلح ظهر خلال منتصف القرن التاسع عشر، وكان الناس يشعرون بالقلق من غموض هذه المنحوتات وجرأتها. أمَّا لاولر فيناقش في مقالٍ له نشر في 31 يناير 1931 الطبيعة المشكوك فيها لهذا المصطلح، ويستنتج أن اسم شيلا ناغيغ ليس له أي معنى أصلي قديم، بل هو اسم حديث وسخيف ولا يحمل أي معنى، في حين يرفض كلٌّ من أندرسون ووير وجيرمان وفريتاج اعتبار هذا الاسم حديثاً وليس له أي معنى.

## الفرضيات
اختلف العلماء أيضاً عند دراستهم لهذه الأشكال حول تحديد ما تمثله بالضبط، ولا توجد فرضية واحدة متفق عليها حتى الآن.

### الآلهة الوثنية
تقترح أشهر الفرضيات أن منحوتات شيلا ناغيغ تمثل آلهة وثنية، لكن المؤرخين الأكاديميين يعتقدون أن الوضع أكثر تعقيداً من ذلك، بسبب الأدوار المتعددة التي لعبتها الشخصية الأنثوية مع تغير التقاليد الدينية في العصور القديمة، يُعتقد أنَّ المنحوتات تجسد الآلهة السلتية الموجودة في الأساطير الإيرلندية والإسكتلندية، وهو الأمر الذي اقترحته مارغريت موراي وآن روز، وكذلك فعل جورج رودس الذي قال بأنَّ هذه المنحوتات قد تمثل الآلهة الأرضية أو الآلهة من الأساطير السلتية القديمة.
يدرس ميرتشا إلياده في كتابه موسوعة الديانة (1993) أوجه التشابه بين شيلا ناغيغ والأسطورة الأيرلندية القديمة التي تتحدث عن آلهة المُلك، كانت هذه الآلهة تظهر كفتاة شديدة الشهوة، وتجنبها معظم الرجال لذلك، ولكن عندما مارس أحد الرجال الجنس معها تحولت لآلهة عذراء جميلة مهمتها منح السلطة الملكية ومباركة الملوك. يخصص أندرسون فصلاً كاملاً لدراسة هذه النظرية بعنوان «الوثنية أو العصور الوسطى»، ورغم أنه يوحي بتأثيرات وثنية محتملة على منحوتات شيلا ناغيغ لكنه يؤكد دعمه لفكرة أنها مستمدة من العصور الوسطى، وأن الوثنية كانت قليلة التأثير في أوروبا في العصور الوسطى. ويقر وير وجيرمان بأن الارتباط ضعيف جداً بين شيلا ناغيغ والتأثيرات الوثنية، وأن كمية الأدلة التي تدعمها ليست كبيرة.

### تمثيلها للخصوبة
تشير باربرا فريتاج إلى أن منحوتات شيلا ناغيغ استخدمت في سياق التعبير عن الخصوبة، مؤكدة أن هناك أدلة فلكلورية على الأقل تدعم هذه الفرضية، مثل المنحوتات التي تجسد النساء العاملات، وتلك التي تجسد الزواج والإنجاب كالمنحوتة الموجودة في كنيسة القديس ميخائيل عند البوابة الشمالية والتي ترتبط باحتفالات الزفاف، ولكن المشكلة أنَّ هذه النظرية لا تشمل جميع المنحوتات، فبعضها نحيف مع ثدي صغير وهو الأمر الذي لا يشير للخصوبة بكل تأكيد.

### تحذيرها من مغبات الشهوة
اقترح وير وجيرمان أن منحوتات شيلا ناغيغ شيلا قد صنعت بغرض التحذير من الشهوة، وأنها بمثابة تحذير ديني من خطايا الجسد، بحيث كانت هذه المنحوتات تستخدم كوسيلة تعليم ديني لشعب أمي إلى حد كبير. تستكشف هذه النظرية الأصل القاري للمنحوتات قبل وصولها لأيرلندا، فقد اقترح أندرسون أولاً ومن بعده واير وجيرمان أن هذه المنحوتات قد انتقلت إلى أيرلندا وبريطانيا من بقية أوروبا. وعلى كل حال فهذه النظرية أيضاً لا تغطي جميع المنحوتات.

### حمايتها من الشرور
يعتقد أندرسن ووير وجيرمان أن منحوتات شيلا ناغيغ قد تكون استخدمت أيضاً كحماية ضد الشر والسحر، وهو الأمر الذي يفسر تواجدها بكثرة في القلاع الأيرلندية، هناك أيضاً بعض الأدلة الفولكلورية على هذا الاستخدام مثل رفع النساء لثيابهن لعنة الأرواح الشريرة.